# Nacionalno prvenstvo ZDA 1962
Nacionalno prvenstvo ZDA 1962 v tenisu.

## Moški posamično
Rod Laver :  Roy Emerson  6-2 6-4 5-7 6-4

## Ženske posamično
Margaret Smith Court :  Darlene Hard  9-7, 6-4

## Moške dvojice
Rafael Osuna /  Antonio Palafox :  Chuck McKinley /  Dennis Ralston 6–4, 10–12, 1–6, 9–7, 6–3

## Ženske dvojice
Darlene Hard /  Maria Bueno  :  Karen Hantze Susman /  Billie Jean Moffitt, 4–6, 6–3, 6–2

## Mešane dvojice
Margaret Smith Court /  Fred Stolle :  Lesley Turner /  Frank Froehling 7–5, 6–2